# 博瓦隆 (德龙省)
博瓦隆（法語：Beauvallon，法語發音：[bovalɔ̃]）是法国德龙省的一个市镇，属于瓦朗斯区。

## 地理
博瓦隆（44°51'26"N, 4°54'24"E）面积3.12 平方千米，位于法国奥弗涅-罗讷-阿尔卑斯大区德龙省，该省份为法国东南部内陆省份，北起顺时针与伊泽尔省、上阿尔卑斯省、上普罗旺斯阿尔卑斯省、沃克吕兹省和阿尔代什省接壤。
与博瓦隆接壤的市镇（或旧市镇、城区）包括：罗讷河畔埃图瓦勒、蒙泰莱热、波特莱瓦朗斯。

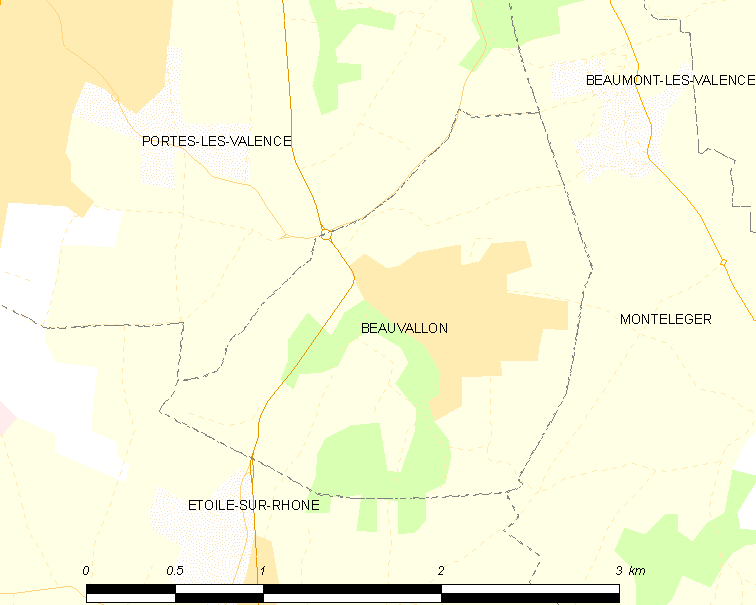
的OSM定位图

博瓦隆的时区为UTC+01:00、UTC+02:00（夏令时）。

## 行政
博瓦隆的邮政编码为26800，INSEE市镇编码为26042。

## 政治
博瓦隆所属的省级选区为瓦朗斯第三县。

## 人口

1962-2008年间人口变化图示

博瓦隆于2022年1月1日时的人口数量为1638人。